# 法塔赫
巴勒斯坦民族解放运动（羅馬化：Ḥarakat at-Taḥrīr al-Waṭanī l-Filasṭīnī），简称法塔赫（阿拉伯語：فتح，羅馬化：Fatḥ，巴勒斯坦阿拉伯語发音：[ˈfʌtɑħ]），成立于1959年，由亚西尔·阿拉法特创立，是巴勒斯坦解放组织中最大的派别。主要活動區域是約旦河西岸地區。法塔赫的最高权力机构是代表大会。代表大会在闭会期间由革命委员会行使职权，而革命委员会则负责选举产生中央委员会，同时领导该组织的日常工作。
「法塔赫」（羅馬化：Fatḥ”）之簡稱源自“巴勒斯坦民族解放运动”一词（羅馬化：Ḥarakat at-Taḥrīr al-Waṭanī l-Filasṭīnī）。由于阿拉伯文的书写系统是从右往左，故用此英文转写在字面上其实是反向的。另外雖然全稱含有“運動”，但並非廣義上的政治運動，而是特定的一個組織。

## 历史
从1965年1月1日起，该组织便开始了反对以色列的武装斗争。亚西尔·阿拉法特是法塔赫创立者中最著名的人物，他于1969年当选成为法塔赫主席。　
在组织成立初期，法塔赫坚持“革命暴力是解放家园的唯一手段”的宗旨，在被占领土从事反以色列的游击战。后来根据形势变化，自1980年代以来，法塔赫的政策逐步改变，最终承认以色列的合法存在。
2006年11月12日，法塔赫革命委员会宣布任命马哈茂德·阿巴斯为该派别领导人。
2011年5月4日，法塔赫在埃及首都开罗同伊斯兰抵抗运动（哈马斯）以及独立政治人物在内的13个派别的代表签署和解协议。巴勒斯坦各派系是经过18个月的冗长谈判后，才达致和解协议的。该协议的签署结束了法塔赫同哈马斯之间长达四年的对立状态，目的是统一约旦河西岸和加沙地带的两个对立政府。按照协议，法塔赫与哈马斯将组建过渡政府，然后在一年内举行总统和议会选举。
2017年，巴勒斯坦总统阿巴斯领导的法塔赫与同为代表巴勒斯坦阿拉伯人的伊斯兰抵抗运动（哈马斯）举行为期两天的谈判，10月12日在埃及开罗签署协议，同意和解以结束长期分裂的局面，由此法塔赫原定将于12月1日前接管由哈马斯控制的加沙地带，但其後未能履行該協議。

## 下属军事组织
- 17部队（已并入总统卫队和国家安全部队）
- 黑色九月组织（已解散）
- 法塔赫之鹰（英语：Fatah Hawks）（已解散）
- 坦齐姆（英语：Tanzim）（已解散，余部并入阿克萨烈士旅）
- 阿克萨烈士旅（已脱离法塔赫）